# Liste der Bürgermeister von St. Pölten

Das Wappen der Stadt St. Pölten

Diese Liste gibt einen Überblick über die Bürgermeister der Stadt St. Pölten und ihrer Stadtteile vor deren Eingemeindung.
Der erste Bürgermeister wurde 1785 durch ein Hofdekret von Joseph II. ins Amt gesetzt. Die Geschicke der Stadt St. Pölten wurden von einem fünfköpfigen Magistrat gelenkt, der aus dem Bürgermeister, einem Syndikus und drei Magistratsräten bestand. Durch die Zusammenlegung des Klosterviertels mit dem Rest der Stadt 1848 wurde aus St. Pölten eine politische Gemeinde, deren erster gewählte Bürgermeister August Hassack war. Um diese Zeit wurden auch in den heutigen Stadtteilen die ersten Bürgermeister gewählt.
Seit den ersten freien Wahlen 1919 gewann die Sozialdemokratische Partei Österreichs (SPÖ) oder deren Vorgänger jede Wahl, sie erhielten in den Gemeinderatswahlen seit 1945 sogar meist über 50 % der Stimmen.

## Legende
- Nr.: Die laufende Nummer des Bürgermeisters (zum Beispiel bedeutet 31. dass Matthias Stadler der 31. Bürgermeister ist)
- Name oder Name (Lebensdaten): Der Name, bei St.. Pölten Name, Geburts- und Sterbedatum des Bürgermeisters
- von: Das Jahr, in dem die Amtszeit begann
- bis: Das Jahr, in dem die Amtszeit endete
- Partei: Die Partei, der der Bürgermeister angehörte
- Anmerkungen: Zusätzliche Informationen zum Bürgermeister
- Bild: Ein Bild des Bürgermeisters

## St. Pölten
| Nr.                  | Name (Lebensdaten)                                             | von                  | bis                  | Partei               | Anmerkungen | Bild                 |
| Kaisertum Österreich | Kaisertum Österreich                                           | Kaisertum Österreich | Kaisertum Österreich | Kaisertum Österreich | Kaisertum Österreich | Kaisertum Österreich |
| -------------------- | -------------------------------------------------------------- | -------------------- | -------------------- | -------------------- | --- | -------------------- |
| 001.                 | Johann Joseph Hackl (16. Mai 1716 – 4. Oktober 1791)           | 1785                 | 1789                 |                      | Manchmal auch als „Häckl“ oder „Häckhl“ genannt. Der erste St. Pöltner Bürgermeister war vor seiner Wahl Maler, Greißler, Bierwirt und Käsestecher. Bekannt wurde Häckl vor allem durch seine Bilder von St. Pöltner Pfarren und Besitztümern des Stifts St. Pölten, die den Manuskripten von Aquilin Hacker beigelegt waren. Er legte nach einer Amtszeit ohne besondere Vorkommnisse wohl aus Altersgründen sein Amt zurück. |                      |
| 02.                  | Johann Peter Ignaz Chorherr (1. Juni 1734 – 1. September 1814) | 1789                 | 1794                 |                      | Er übte den Beruf des Glasermeisters aus. 1770 wurde er in den äußeren Rat gewählt, fünf Jahre später in den inneren Rat. Nachdem er Verwalter des Bürgerspitals war, wurde er Stadtquartiermeister und war damit für die Einquartierung von Militärangehörigen zuständig. ab 1785 war er als Magistratsrat zuständig für die Rechnungsabschlussprüfung des Stadtkämmerers. Er trat nach fünf Jahren im Amt aus ungeklärter Ursache zurück. |                      |
| 03.                  | Franz Xaver Schöpfer (23. Mai 1754 – 29. März 1828)            | 1794                 | 1828                 |                      | Der bisher längstdienende Bürgermeister der Stadt. Er war Lebzelter, Wachshändler und Landwirt. 1792 wurde er Magistratsrat, zwei Jahre später Bürgermeister. In seiner Amtszeit von 34 Jahren wurde die Stadt zweimal von französischen Truppen besetzt. Er verstarb im Amt. |                      |
| 04.                  | Matthias Klaus (1. Juni 1758 – 27. August 1833)                | 1828                 | 1833                 |                      | Der gelernte Färber kam als wandernder Geselle nach St. Pölten wo er 1787 eine Färberwitwe heiratete und so zu einem Betrieb kam. 1798 wurde er zum Magistratsrat gewählt, was er bis zu seiner Berufung zum Bürgermeister war. Er starb nach fünf Jahren im Amt. |                      |
| 05.                  | Alois Mayrhofer (9. Oktober 1764 – 30. Dezember 1842)          | 1833                 | 1842                 |                      | Der Sohn eines Schuhmachers wurde durch Heirat zum Besitzer einer Papierfabrik in Wagram, die er aber bald verkaufte und fortan von seinem Vermögen lebte. 1816 wurde er zum Magistratsrat gewählt, was er bis zu seiner Berufung zum Bürgermeister war. Er starb nach neun Jahren im Amt. |                      |
| 06.                  | Johann Kranzbichler (um 1772 – 18. Dezember 1853)              | 1842                 | 1850                 |                      | 1795 bis 1799 war er als Wirt im elterlichen Gasthof tätig, konzentrierte sich daraufhin jedoch auf seinen Weinhandel. Nachdem er diesen an seinen Sohn weitergegeben hatte lebte er als Privatier. Er war von 1811 bis 1816 und von 1820 bis 1833 Magistratsrat, 1848 wurde er Abgeordneter zum niederösterreichischen Landtag. Nachdem das provisorische Gemeindegesetz 1849 in Kraft trat, dankte er ab, verblieb aber noch bis 1850 im Amt. |                      |
| 07.                  | August Hassack (1. August 1803 – 12. Jänner 1859)              | 1850                 | 1859                 |                      | Der Sohn eines Webers war ab 1832 als Apotheker tätig. Nach einem Jahr Tätigkeit in Ernstbrunn erwarb er die Apotheke „Zum Goldenen Löwen“, die sein Sohn weiterführte. In seiner Zeit als Bürgermeister wurden die Stadtmauern geschleift, die Westbahn und mit ihr der Hauptbahnhof errichtet. An der Stelle der Stadtmauer wurde die Promenade errichtet, mit den Steinen derselben wurde die erste Kanalisation erbaut. Je nach Quelle legte er sein Amt im Dezember 1858 krankheitshalber zurück oder verstarb im Amt. |                      |
| 08.                  | Ludwig Steiner (1792 – 20. November 1869)                      | 1859                 | 1865                 | liberale             | Steiner kam als Beamter des Staatsgutes St. Pölten, Verwaltungsorgan des ehemaligen Stiftes St. Pölten, in die Stadt. Dort wurde er bis zur Übernahme durch die Stadt zum Verwalter befördert. 1855 bis 1867 war er Direktor der Sparkasse, von 1861 bis 1869 war er zudem Abgeordneter zum niederösterreichischen Landtag. Er gehörte ab 1850 dem Gemeindeausschuss an, von dem er nach dem Tod Hassacks zum Bürgermeister gewählt wurde. Nach seinem Rücktritt blieb er bis zu seinem Tod erster Gemeinderat, was mit dem Vizebürgermeister gleichzusetzen war. |                      |
| 09.                  | Franz Utsch von Gillenbach (1804 – 16. Juni 1877)              | 1865                 | 1870                 |                      | Bis 1835 war Utsch Soldat beim k.u.k. Infanterie-Regiment Hoch- und Deutschmeister Nr. 4. Nachdem er seinen Dienst quittiert hatte zog er nach St. Pölten um einen „Tabak-Distriktsverlag“ zu übernehmen. Er war von 1840 bis 1848 Hauptmann des uniformierten Bürgerkorps, danach Oberkommandierender der St. Pöltner Nationalgarde. Als Mitbegründer der Sparkasse gehörte er deren Vorstand an. 1850 wurde er in den Gemeindeausschuss gewählt. Für sein Wirken im Kriegsjahr 1866 wurde er mit dem Goldenen Verdienstzeichen mit Krone geehrt. Das Bürgermeisteramt musste er wie seine anderen Ämter wegen eines Augenleidens aufgeben. |                      |
| 10.                  | Johann Ofner (6. November 1816 – 16. Juli 1887)                | 1870                 | 1882                 | Fortschrittspartei   | Der geborene Tiroler aus Nauders wurde 1848 Advokat in St. Pölten. Auch er gehörte zu den Sparkassengründern. Er wurde 1850 in den Gemeinderat gewählt, in dem er bis zu seiner Ernennung zum Bürgermeister blieb. 1861 bis 1887 war er darüber hinaus Abgeordneter zum niederösterreichischen Landtag und von 1861 bis 1867 und 1873 bis 1887 Abgeordneter zum Reichsrat. Grund seines Rücktritts waren Angriffe aus der eigenen Partei, vor allem von Karl Heitzler. |                      |
| 11.                  | Josef Kleinhaipl (8. Jänner 1816 – 22. Jänner 1905)            | 1882                 | 1888                 |                      | Der im oberösterreichischen Niederneukirchen als Sohn eines Wundarztes geborene wollte den Beruf seines Vaters ergreifen und begann 1831 ein Medizinstudium, welches er 1835 abbrach. Er heiratete 1839 in eine St. Pöltner Familie. 1861 war Kleinhaipl Mitglied des Gemeinderats, ab 1879 war er erster Gemeinderat, was dem Vizebürgermeister entsprach. |                      |
| 12.                  | Josef Fröstl (26. Jänner 1839 – 8. März 1900)                  | 1888                 | 1892                 | liberale             | Der Bauernsohn sollte nach seiner Eltern Willen Priester werden. Nach einigen Jahren im Alumnat St. Pölten wechselte er jedoch an die Universität Wien und studierte Jus, wonach er sich in St. Pölten als Advokat niederließ. Fröstl gehörte erst seit 1885 dem Gemeinderats als er überraschend zum Bürgermeister gewählt wurde. Dies dürfte an seiner Beliebtheit in der Bevölkerung und seinem Versprechen die Gemeindeverwaltung reorganisieren zu wollen gelegen haben. 1890 wurde er in den niederösterreichischen Landtag berufen. Sein Bürgermeisteramt legte er krankheitsbedingt zurück. |                      |
| 13.                  | Hermann Ofner (27. Oktober 1849 – 15. Mai 1917)                | 1892                 | 1898                 | liberale             | Der Sohn des 10. Bürgermeisters Johann Ofner übernahm nach seinem Jus-Studium an der Universität Wien 1884 die Kanzlei seines Vaters. Nachdem er bei der Wahl zum Reichsrat knapp von Gottfried Jax geschlagen wurde wählte man ihn 1882 in die Gemeindevertretung, ab 1888 war er Gemeinderat für das Bauwesen. Nach seiner Wahl zum Bürgermeister setzte er sich vor allem für die bauliche Entwicklung der Stadt ein. In seiner Amtszeit wurde das Krankenhaus St. Pölten und das Kaltbad erbaut, das Rathaus und das Stadttheater umgebaut, die Promenade ausgestaltet und neue Straßen aufgeschlossen. Diese Vorhaben belasteten die Stadtkasse derart, dass trotz der Gutheißung aller Gemeinderatsparteien ein Landesausschuss die Finanzen der Stadt kontrollierte. Als dieser verlängert wurde trat Ofner 1898 vom Amt des Bürgermeisters zurück, wurde jedoch wieder Obmann der Bausektion. |                      |
| 14.                  | Eugen Freiherr von Aichelburg (24. Juni 1852 – 7. März 1917)   | 1898                 | 1898                 | parteilos            | Der Wiener studierte Jus und kam 1881 nach St. Pölten, um im Notariat seines Schwiegervaters zu arbeiten; 1885 wurde er Notar. 1894 wurde er in den Gemeinderat gewählt, wobei er keiner Partei angehörte. Er wurde, offenbar als Kompromisskandidat, zum Bürgermeister gewählt. Schon bei seiner Ernennung kündigte er seinen Rücktritt an, wenn eine Finanzkontrolle der Stadt durch den Landesausschuss nicht aufgehoben werden sollte. Da dies nicht geschah, trat er nach 42 Tagen zurück, verblieb aber im Gemeinderat. |                      |
| 15.                  | Franz Ertl (9. Dezember 1839 – 23. März 1906)                  | 1898                 | 1900                 |                      | Der geborene St. Pöltner lernte das Wirtsgewerbe. Von 1870 bis 1906 gehörte er dem Gemeinderat an, ab 1888 bis zu seiner Wahl war er auch erster Gemeinderat (Vizebürgermeister). Zwischen 1889 und 1895 übte er das Amt des Verwalters des Krankenhauses aus. Die politischen Kämpfe der Zeit widersprachen ihm, sodass er zu keiner erneuten Wahl bereit war. |                      |
| 16.                  | Wilhelm Voelkl (9. August 1862 – 10. September 1912)           | 1900                 | 1905                 | DnP                  | Der St. Pöltner studierte in Wien und Prag, ohne jedoch einen Abschluss zu erreichen. Erfolgreich war er jedoch als Besitzer zweier Ersatzkaffeefabriken. 1894 wurde er in die Gemeindevertretung gewählt, ein Jahr nach seiner Wahl zum Bürgermeister gehörte er auch dem Reichsrat an. Sein erbittertster Gegner sowohl im Gemeinderat als auch im Reichsrat war Johann Wohlmeyer. Ihm gelang es 1903 den Gemeindeausschuss aufzuheben und Voelkl absetzen zu lassen, ein Regierungskommissar führte die Amtsgeschäfte. Mit einem triumphalen Wahlsieg kehrte Voelkl 1904 schließlich ins Bürgermeisteramt zurück. Aufgrund einer psychischen Erkrankung resignierte er als Bürgermeister und zog nach Wien, blieb jedoch noch im Reichsrat. In seiner Amtszeit wurde der elektrische Strom eingeführt und die Glanzstoff Austria, Voith und die Zentralwerkstatt der Reichsbahnen angesiedelt. |                      |
| 17.                  | Edmund Hügel (2. Dezember 1841 – 10. Dezember 1908)            | 1905                 | 1908                 | DnP                  | Der geborene Berliner besuchte in Wien die Realschule und einen Vorbereitungskurs der Akademie der bildenden Künste. Obgleich er Maler werden wollte, begann sein Berufsleben 1866 bei der Kaiserin Elisabeth-Bahn. 1873 kaufte er das Hotel „Zur Kaiserin von Österreich“ in der St. Pöltner Kremsergasse. Ab 1888 gehörte er dem Gemeinderat an, ab 1898 war er Vizebürgermeister. Schon zwei Jahre nach seiner Wahl zum Bürgermeister musste er aufgrund schwerer Krankheit die Amtsgeschäfte an seinen Stellvertreter übergeben, offiziell dauerte seine Amtszeit jedoch bis zur Ergänzungswahl. |                      |
| 18.                  | Otto Eybner (6. Februar 1856 – 23. Februar 1917)               | 1908                 | 1917                 | DFP                  | Der St. Pöltner besuchte das Gymnasium in seiner Geburtsstadt. Anschließend ließ er sich in Wien zum Kaufmann ausbilden. 1878 nahm er als Leutnant in einem ungarischen Infanterieregiment an der Okkupation Bosnien-Herzegowinas teil, nach seiner Rückkehr übernahm er die väterliche Eisen- und Kohlenhandlung. 1885 wurde er in die Gemeindevertretung St. Pöltens entsandt, 1905 wurde er Vizebürgermeister, im Jahr darauf übernahm er den Posten des Bürgermeisters der Stadt, den er bis zu seinem Tod am 23. Februar 1917 innehatte. Eybners Sohn war der Kammerschauspieler Richard Eybner. |                      |
| (14.)                | Eugen Freiherr von Aichelburg (24. Juni 1852 – 7. März 1917)   | 1917                 | 1917                 | parteilos            | Der 14. Bürgermeister übernahm nach dem Tod Otto Eybners bis zu seinem eigenen Tod noch einmal für kurze Zeit das Amt des Bürgermeisters. |                      |
| 19.                  | Karl Heitzler (7. Mai 1839 – 2. Mai 1923)                      | 1917                 | 1919                 | DFP                  | Nach dem Jus-Studium an der Universität Wien trat er in der Rechtsanwaltskanzlei von Johann Ofner ein und gründete 1870 eine eigene Kanzlei, sein bisheriger Arbeitgeber wurde Bürgermeister, und wurde in den Gemeinderat gewählt. Dort stellte er unter anderem den Antrag zur Gründung des Stadtmuseums, des Umbaus des Stadttheaters und die Errichtung einiger Schulen. Nach dem Tod der Bürgermeister Otto Eybner und Eugen Freiherr von Aichelburg 1917 übernahm er als dienstältester Gemeinderat das Amt des Bürgermeisters bis zur Neuwahl 1919. Heitzler war auch bedeutender Münzensammler, und betätigte sich als Maler und Literat. |                      |
| Nr.                  | Name (Lebensdaten)                                             | von                  | bis                  | Partei               | Anmerkungen | Bild                 |
| Erste Republik       |                                                                |                      |                      |                      | |                      |
| 20.                  | Hubert Schnofl (5. Oktober 1868 – 10. Dezember 1936)           | 1919                 | 1933                 | SDAPDÖ               | Der in Radkersburg (Stmk.) geborene Schlosser wanderte als Geselle von 1888 bis 1890 durch Deutschland. Nach dem Ableisten des Militärdienstes wurde er Lokführer, in dieser Zeit begann er sich politisch zu engagieren. 1910 wurde Schnofl Sekretär des Metallerverbandes St. Pölten. Nach dem Ersten Weltkrieg war Schnofl Spitzenkandidat der Sozialisten und gewann die Wahl zum Bürgermeister 1919. In seine Amtszeit als Bürgermeister fiel die Erhebung St. Pöltens zur Statutarstadt und die gleichzeitige Eingemeindung einiger Umlandgemeinden. Eines seiner größten Anliegen war der Wohnbau: bis er aus dem Amt schied, ließ er nahezu 1.400 Wohnungen im Stadtgebiet errichten. Hubert Schnofl war von 1921 bis 1932 Abgeordneter des niederösterreichischen Landtags und zeitweise dessen Zweiter Präsident, weiters war er Mitglied des Bundesrates von 1920 bis 1926. |                      |
| 21.                  | Stephan Buger (12. Oktober 1877 – 31. August 1951)             | 1933                 | 1934                 | SDAPÖ                | Der in Esseg (Kroatien) geborene erlernte das Buchbinderhandwerk. In seiner Zeit als Geselle kam er zuerst nach Wien, bevor er 1900 nach St. Pölten kam, wo er sich als Buchbindermeister niederließ. Buger wurde 1919 Stadtrat und blieb dies bis zu seiner Wahl zum Bürgermeister. Aufgrund einer Verordnung des Landes Niederösterreich wurde er schon im Februar 1934 wieder seines Amtes enthoben. Nach seiner Absetzung zog er sich aus der Politik zurück und verstarb 1951 in St. Pölten. |                      |
| Ständestaat          |                                                                |                      |                      |                      | |                      |
| 22.                  | Heinrich Raab (3. November 1893 – 21. Dezember 1969)           | 1934                 | 1938                 | VF                   | Der St. Pöltner war der Bruder des späteren Bundeskanzlers Julius Raab. Er studierte in Wien Germanistik und Geschichte. Im Ersten Weltkrieg war er Kriegsfreiwilliger. Er war Deutschlehrer im Stiftsgymnasium Mehrerau (Vorarlberg) und wechselte 1921 an die Lehrerbildungsanstalt St. Pölten, wo er bis zu seinem Gang ins Exil arbeitete. Danach lehrte er zehn Jahre am Kantonsgymnasium in Altdorf (Schweiz), bevor er Kultur- und Presseattaché der österreichischen Botschaft in Bern wurde. Nachdem Buger abgesetzt worden war, wurde er kommissarischer Gemeindeverwalter und wurde später vom ständisch gegliederten Gemeinderat zum Bürgermeister gewählt. Nach dem Anschluss Österreichs verlor Raab alle Funktionen, erhielt Berufsverbot und wurde kurz inhaftiert. Daraufhin verließ er das Land und blieb bis zu seinem Tod in Altdorf. |                      |
| Deutsches Reich      |                                                                |                      |                      |                      | |                      |
| 23.                  | Franz Hörhann (30. März 1895 – 16. März 1974)                  | 1938                 | 1938                 | NSDAP                | Der Eisengießer wurde am 15. März 1938 wurde von der NSDAP als Bürgermeister eingesetzt und übte dieses Amt bis zum 20. August des Jahres aus. Danach wurde er Funktionär der Deutschen Arbeitsfront und Kreisobmann von Kraft durch Freude. |                      |
| 24.                  | Emmo Langer (29. Jänner 1891 – 2. November 1949)               | 1938                 | 1945                 | NSDAP                | Nach dem Besuch der Lehrerbildungsanstalt Krems rückte er 1915 als Kriegsfreiwilliger ein. Er erhielt zweimal die silberne Tapferkeitsmedaille und schied als Oberleutnant aus. 1924 wurde er Lehrer in St. Pölten, ab 1929 war er Anhänger der Hitlerbewegung, 1930 wurde er Kreisleiter für das Viertel ober dem Wienerwald. Von Mai 1932 bis Juni 1933 war er Abgeordneter zum niederösterreichischen Landtag. Im Juli 1933 war er einige Tage in Haft und wurde im August desselben Jahres pensioniert. Nach dem Anschluss Österreichs wurde er reaktiviert, Mitglied der Landesregierung und Bürgermeister von St. Pölten. Der Stadtkommandant der Roten Armee setzte ihn nach dem Zweiten Weltkrieg ab. Sein offizieller Titel war „Oberbürgermeister“. |                      |
| Nr.                  | Name (Lebensdaten)                                             | von                  | bis                  | Partei               | Anmerkungen | Bild                 |
| Zweite Republik      |                                                                |                      |                      |                      | |                      |
| 25.                  | Günther Benedikt (2. Mai 1921 – 21. April 1948)                | 1945                 | 1945                 | parteilos            | Der Sohn eines Eisenhändlers und einer jüdischen Schauspielerin wurde zwar getauft, wurde jedoch als Sohn einer Jüdin nicht zur Wehrmacht einberufen. Er wurde auf Geheiß des Kommandanten der Roten Armee Bürgermeister. In seiner kurzen Zeit als Bürgermeister war St. Pölten bis zur Kapitulation des Dritten Reichs am 8. Mai Frontgebiet. Schon nach einem Monat gab er das Amt, nach dem Willen des neuen Stadtkommandanten, an Franz Käfer weiter. |                      |
| 26.                  | Franz Käfer (22. September 1891 – 22. September 1962)          | 1945                 | 1950                 | KPÖ                  | Der Herzogenburger Heizer arbeitete von 1921 bis 1934 in der Glanzstofffabrik in St. Pölten und wurde 1927 Gemeinderat für die SDAPDÖ in St. Pölten, was er bis zur Auflösung der SDAPÖ 1934 blieb. Käfer war Kommandant des republikanischen Schutzbundes für die Abteilung Wagram, weshalb er nach dem Österreichischen Bürgerkrieg verhaftet wurde und eine zehnmonatige Haftstrafe wegen Hochverrats verbüßen musste. Er trat 1935 der verbotenen KPÖ bei und arbeitete wieder in der Glanzstofffabrik, trat jedoch nicht der NSDAP bei. Deshalb wurde er am 1. September 1939 im Konzentrationslager Buchenwald inhaftiert und verblieb dort bis 1942. Mit der Besetzung St. Pöltens 1945 wurde die KPÖ wieder legal, Käfer leitete die Aufstellung einer Hilfspolizei. Er wurde vom Stadtkommandanten der Roten Armee zum Bürgermeister ernannt. Im Dezember desselben Jahres legte er sein Amt nieder um eine Neubildung zugrunde der vorangegangenen Wahl zu ermöglichen. Diese hatte Wilhelm Steingötter mit der SPÖ gewonnen. Dieser Rücktritt wurde jedoch von der Besatzungsmacht nicht akzeptiert und sowohl er als auch alle Gemeinderäte blieben im Amt. Erst nach der Gemeinderatswahl von 1950 übergab er das Amt an seinen Nachfolger. |                      |
| 27.                  | Wilhelm Steingötter (19. November 1886 – 30. November 1966)    | 1950                 | 1960                 | SPÖ                  | Er studierte kurzfristig Jus, bevor er das Medizinstudium 1912 abschloss. Er trat 1917 der k.u.k. Armee als Militärarzt bei und war anschließend Sanitätsoffizier beim Bundesheer. In die Politik kam Steingötter durch Hubert Schnofl. Er wurde 1919 in den Gemeinderat gewählt, 1927 wurde er Stadtrat und übernahm das „Sanitätsreferat“ bis 1934 die Sozialdemokratische Arbeiterpartei verboten wurde. Danach arbeitete er für das Österreichische Rote Kreuz. 1945 wurde er in den niederösterreichischen Landtag gewählt, dem er bis 1959 angehörte. Obwohl Steingötter als Spitzenkandidat der SPÖ 1945 die Wahl gewann, wurde vom sowjetischen Oberbefehlshaber das KPÖ-Mitglied Franz Käfer zum Bürgermeister ernannt, Steingötter wurde Vizebürgermeister. Erst nach der Gemeinderatswahl von 1950 konnte er die Stelle des Bürgermeisters einnehmen, die er bis zu seinem Rücktritt innehatte. |                      |
| 28.                  | Rudolf Singer (30. Mai 1907 – 3. April 1979)                   | 1960                 | 1970                 | SPÖ                  | Der in Wien geborene Aufzugsmonteur schloss sich 1924 der SDAPDÖ an und wurde in einer Heimatstadt Jugendfunktionär. Als Mitglied der verbotenen Sozialisten kam er 1934 kurzzeitig in Arrest ins Anhaltelager Wöllersdorf. Nach dem Zweiten Weltkrieg wurde Singer als Parteisekretär nach St. Pölten entsandt um die Parteistrukturen neu aufzubauen. 1949 wurde er in den Nationalrat gewählt, dem er bis 1960 angehörte. Danach war er bis 1970 Mitglied des Bundesrates. In seiner Amtszeit wurde unter anderem das Hallenbad errichtet und der Europaplatz neu gestaltet. Parteiinterne Kritik führte 1970 zu seinem Rücktritt. |                      |
| 29.                  | Hans Schickelgruber (14. Juni 1922 – 24. Dezember 2003)        | 1970                 | 1985                 | SPÖ                  | Nach der Matura wurde er zum Arbeitsdienst zur deutschen Wehrmacht einberufen. Schwer verwundet kehrte er aus der Kriegsgefangenschaft zurück und entschied sich für einen Lehrberuf, den er an der Bundeslehrerbildungsanstalt in St. Pölten erlernte. Nach seiner Zeit an der Hauptschule in Harland 1965 wurde er zum Bezirksschulinspektor ernannt. 1956 wurde er Gemeinderat und zwei Jahre später Stadtrat für Bildung, Kultur, Soziales und Gesundheit. Zwischen 1972 und 1983 nahm er einen Sitz im Bundesrat ein. Er trat altersbedingt von seinen Funktionen zurück. |                      |
| 30.                  | Willi Gruber (6. September 1930 – 7. September 2012)           | 1985                 | 2004                 | SPÖ                  | Der gelernte Maschinenschlosser wurde 1960 Pensionsberater bei der Pensionsversicherungsanstalt. Schon 1958 wurde er in den Gemeinderat gewählt, ab 1970 war er bis zu seiner Wahl zum Bürgermeister Stadtrat für Bauwesen. In seine Amtszeit fiel 1986 die Ernennung St. Pöltens zur Landeshauptstadt von Niederösterreich. Er war der längstdienende Bürgermeister in der Nachkriegszeit. |                      |
| 31.                  | Matthias Stadler (* 9. Februar 1966)                           | 2004                 |                      | SPÖ                  | Der St. Pöltner studierte Deutsche Philologie, Geschichte und Sozialkunde. 1992 begann er seine Tätigkeit beim Magistrat von St. Pölten. Dort war er Stellvertreter des Abteilungsvorstandes der Magistratsabteilung Öffentlichkeitsarbeit, Internationale Kontakte und Tourismus. 1998 wurde er Prokurist der „Gesellschaft zur Durchführung von Fachhochschul-Studiengängen St. Pölten mbH“, der Dachgesellschaft der FH St. Pölten, deren Leitung er 2002 übernahm. Im Juni 2003 wurde Stadler in den Gemeinderat von St. Pölten gewählt und wurde gleichzeitig Stadtrat für Schul-, Kultur- und Jugendangelegenheiten bis er zum Bürgermeister ernannt wurde. |                      |

## Ehemalige Gemeinden
Teile des heutigen Stadtgebietes waren vor ihrer Eingegemeindung eigenständige Gemeinden, manche ehemalige Gemeinden wurden zwischen der Stadt St. Pölten und anderen Gemeinden aufgeteilt.
Die ehemaligen Gemeinden Spratzern, Stattersdorf, Ratzersdorf an der Traisen, Pottenbrunn, Radlberg, Viehofen, St. Georgen am Steinfelde, Pummersdorf und Ragelsdorf wurden komplett nach St. Pölten eingemeindet.
Harland, Altmannsdorf und Windpassing wurden von Pyhra nach St. Pölten umgemeindet und hatten nie einen eigenen Bürgermeister.
Die Gemeinde Mamau wurde zwischen St. Pölten, Karlstetten und Neidling aufgeteilt.

### Pottenbrunn

Pottenbrunn heute

Bürgermeister der Gemeinde Pottenbrunn.
| Nr.                                                                       | Name                                  | von                  | bis                  | Partei               | Anmerkungen                                      | Bild                 |
| Kaisertum Österreich                                                      | Kaisertum Österreich                  | Kaisertum Österreich | Kaisertum Österreich | Kaisertum Österreich | Kaisertum Österreich                             | Kaisertum Österreich |
| ------------------------------------------------------------------------- | ------------------------------------- | -------------------- | -------------------- | -------------------- | ------------------------------------------------ | -------------------- |
| 1.                                                                        | Josef Seidl                           | 1850                 | 1856                 |                      | Wirt zum „Schwarzen Adler“ in Pottenbrunn Nr. 77 |                      |
| 2.                                                                        | Georg Huber                           | 1856                 | 1860                 |                      | Schmiedmeister in Pottenbrunn Nr. 11             |                      |
| 3.                                                                        | Johann Hubbauer                       | 1860                 | 1864                 |                      | Bauer in Pottenbrunn Nr. 80                      |                      |
| 4.                                                                        | Josef Adl                             | 1864                 | 1870                 |                      | Müllermeister in Pottenbrunn Nr. 60              |                      |
| 5.                                                                        | Anton Schön                           | 1870                 | 1894                 |                      | Schmiedmeister in Pottenbrunn Nr. 69             |                      |
| 6.                                                                        | Karl Kreimel                          | 1894                 | 1918                 |                      | Bauer in Pottenbrunn Nr. 43                      |                      |
| Erste Republik und Ständestaat                                            |                                       |                      |                      |                      |                                                  |                      |
| 7.                                                                        | Franz Fahringer                       | 1918                 | 1921                 |                      | Bauer in Pottenbrunn Nr. 79                      |                      |
| 8.                                                                        | Anton Hinterwallner                   | 1921                 | 1938                 |                      | Bauer in Pottenbrunn Nr. 15                      |                      |
| Deutsches Reich                                                           |                                       |                      |                      |                      |                                                  |                      |
| 9.                                                                        | Heinrich Ziffer                       | 1938                 | 1941                 | NSDAP                |                                                  |                      |
| 10.                                                                       | Alois Schania                         | 1941                 | 1945                 | NSDAP                |                                                  |                      |
| Zweite Republik                                                           |                                       |                      |                      |                      |                                                  |                      |
| 11.                                                                       | Franz Westermayer                     | 1945                 | 1947                 |                      |                                                  |                      |
| 12.                                                                       | Ferdinand Schafranek                  | 1947                 | 1949                 |                      | Schlosser                                        |                      |
| 13.                                                                       | Karl Wegscheider                      | 1949                 | 1960                 | ÖVP                  | Landwirt                                         |                      |
| 14.                                                                       | Rudolf Grübl (1921 – 19. August 2015) | 1960                 | 1972                 | SPÖ                  | ÖBB-Beamter                                      |                      |
| 1. Jänner 1972: Die Gemeinde Pottenbrunn wurde in St. Pölten eingemeindet |                                       |                      |                      |                      |                                                  |                      |

### Radlberg

Radlberg heute

Die Gemeinde Radlberg bestand 1850 aus den Katastralgemeinden Ober- und Unterradlberg.
| Nr.                                                          | Name                 | von                  | bis                  | Partei               | Anmerkungen                                           | Bild                 |
| Kaisertum Österreich                                         | Kaisertum Österreich | Kaisertum Österreich | Kaisertum Österreich | Kaisertum Österreich | Kaisertum Österreich                                  | Kaisertum Österreich |
| ------------------------------------------------------------ | -------------------- | -------------------- | -------------------- | -------------------- | ----------------------------------------------------- | -------------------- |
| 1.                                                           | Franz Stummer        | 1850                 |                      |                      |                                                       |                      |
|                                                              | Michael Detter       | 1865                 | 1875                 |                      |                                                       |                      |
|                                                              | Johann Meixner       | 1875                 | 1880                 |                      |                                                       |                      |
|                                                              | Johann Burger        | 1880                 | 1886                 |                      |                                                       |                      |
|                                                              | Karl Baumberger      | 1886                 | 1892                 |                      |                                                       |                      |
|                                                              | Johann Burger        | 1892                 | 1894                 |                      |                                                       |                      |
|                                                              | Karl Baumberger      | 1894                 | 1901                 |                      |                                                       |                      |
|                                                              | Franz Stoiber        | 1901                 | 1902                 |                      |                                                       |                      |
|                                                              | Josef Hörhann        | 1902                 | 1907                 |                      |                                                       |                      |
|                                                              | Karl Kraft           | 1907                 | 1919                 |                      |                                                       |                      |
| Erste Republik                                               |                      |                      |                      |                      |                                                       |                      |
|                                                              | Josef Neubauer       | 1919                 | 1921                 | DWP                  |                                                       |                      |
|                                                              | Josef Schiedlbauer   | 1921                 | 1928                 | SDAPDÖ               | Gastwirt                                              |                      |
|                                                              | Josef Mondl          | 1928                 | 1938                 | Liste Mondl          | Ehemaliges SDAPDÖ-Mitglied, trat mit eigener Liste an |                      |
| Deutsches Reich                                              |                      |                      |                      |                      |                                                       |                      |
|                                                              | Josef Bandion        | 1938                 | 1939                 | NSDAP                |                                                       |                      |
| 1939: Die Gemeinde Radlberg wurde in St. Pölten eingemeindet |                      |                      |                      |                      |                                                       |                      |

### Ratzersdorf

Ratzersdorf heute

Die Gemeinde Ratzersdorf bestand 1850 aus den Katastralgemeinden Ober-Ratzersdorf, Ober-Zwischenbrunn, Unter-Ratzersdorf und Unter-Zwischenbrunn.
| Nr.                                                                       | Name                             | von                  | bis                  | Partei               | Anmerkungen                                           | Bild                 |
| Kaisertum Österreich                                                      | Kaisertum Österreich             | Kaisertum Österreich | Kaisertum Österreich | Kaisertum Österreich | Kaisertum Österreich                                  | Kaisertum Österreich |
| ------------------------------------------------------------------------- | -------------------------------- | -------------------- | -------------------- | -------------------- | ----------------------------------------------------- | -------------------- |
| 1.                                                                        | Anton Hintermayer                | 1850                 | 1888                 |                      | Bauer in Ober-Ratzersdorf Nr. 8, vor 1850 Dorfrichter |                      |
| 2.                                                                        | Matthias Steinhauser             | 1888                 | 1891                 |                      | Bauer und Wirt in Ober-Ratzersdorf Nr. 3              |                      |
| 3.                                                                        | Josef Gradinger                  | 1891                 | 1894                 |                      | Bauer in Unter-Ratzersdorf Nr. 17                     |                      |
| 4.                                                                        | Johann Buchinger                 | 1894                 | 1903                 |                      | Bauer in Ober-Ratzersdorf Nr. 13                      |                      |
| 5.                                                                        | Albert Resch                     | 1903                 | 1906                 |                      | Bauer in Ober-Zwischenbrunn Nr. 15                    |                      |
| 6.                                                                        | Josef Heiß                       | 1906                 | 1919                 |                      | Bauer in Ober-Zwischenbrunn Nr. 6                     |                      |
| Erste Republik und Ständestaat                                            |                                  |                      |                      |                      |                                                       |                      |
| 7.                                                                        | Ludwig Papier                    | 1919                 | 1924                 |                      | Bauer in Unter-Ratzersdorf Nr. 25                     |                      |
| 8.                                                                        | Anton Stummer (14. April 1869 –) | 1924                 | 1938                 |                      | Bauer und Postbeamter in Unter-Ratzersdorf Nr. 9      |                      |
| Deutsches Reich                                                           |                                  |                      |                      |                      |                                                       |                      |
| 9.                                                                        | Wilhelm Fuchs                    | 1938                 | 1939                 | NSDAP                |                                                       |                      |
| 1939: Die Gemeinde Ratzersdorf wurde in St. Pölten eingemeindet           |                                  |                      |                      |                      |                                                       |                      |
| Zweite Republik                                                           |                                  |                      |                      |                      |                                                       |                      |
| 1955: Ratzersdorf wurde wieder eine eigenständige Gemeinde                |                                  |                      |                      |                      |                                                       |                      |
| 10.                                                                       | Anton Grießler                   | 1956                 | 1971                 | ÖVP                  | Landwirt                                              |                      |
| 1. Jänner 1972: Die Gemeinde Ratzersdorf wurde in St. Pölten eingemeindet |                                  |                      |                      |                      |                                                       |                      |

### Spratzern

Spratzern heute

Die Gemeinde Spratzern bestand 1850 aus den Katastralgemeinden Teufelhof, Pummersdorf, Nadelbach, Hafing, Schwadorf und Spratzern.
| Nr. | Name                 | von                  | bis                  | Partei               | Anmerkungen              | Bild                 |
| Kaisertum Österreich | Kaisertum Österreich | Kaisertum Österreich | Kaisertum Österreich | Kaisertum Österreich | Kaisertum Österreich     | Kaisertum Österreich |
| --- | -------------------- | -------------------- | -------------------- | -------------------- | ------------------------ | -------------------- |
| 1. | Anton Maurer         | 1850                 | 1863                 |                      |                          |                      |
| 2. | Josef Hirner         | 1863                 | 1873                 |                      | Landwirt aus Schwadorf   |                      |
| 3. | Franz Zichtl         | 1873                 | 1891                 |                      | Landwirt aus Pummersdorf |                      |
| 4. | Josef Straßmeyer     | 1891                 | 1913                 |                      | Landwirt aus Nadlbach    |                      |
| 5. | Anton Huber          | 1913                 | 1919                 |                      | Landwirt aus Hafing      |                      |
| Erste Republik |                      |                      |                      |                      |                          |                      |
| 6. | Johann Wenninger     | 1919                 | 1920                 |                      | Gastwirt aus Spratzern   |                      |
| 7. | Karl Kappelmüller    | 1920                 | 1921                 |                      | Bundesbahner             |                      |
| 8. | Otto Antosch         | 1921                 | 1922                 |                      | Angestellter / Taschner  |                      |
| 1922: Die Katastralgemeinden Spratzern und Teufelhof wurden in St. Pölten eingemeindet, aus den restlichen Katastralgemeinden wurde die Gemeinde Pummersdorf errichtet |                      |                      |                      |                      |                          |                      |

### St. Georgen und Ochsenburg

St. Georgen heute

Ochsenburg heute

Die Gemeinde St. Georgen bestand 1850 aus dem heutigen St. Georgen, Ochsenburg und der Katastralgemeinde Völtendorf.
| Nr.                                                                       | Name                               | von                  | bis                  | Partei               | Anmerkungen                       | Bild                 |
| Kaisertum Österreich                                                      | Kaisertum Österreich               | Kaisertum Österreich | Kaisertum Österreich | Kaisertum Österreich | Kaisertum Österreich              | Kaisertum Österreich |
| ------------------------------------------------------------------------- | ---------------------------------- | -------------------- | -------------------- | -------------------- | --------------------------------- | -------------------- |
| 1.                                                                        | Ferdinand Wurm                     | 1850                 | 1870                 |                      | Tischlermeister aus Mühlgang      |                      |
| 2.                                                                        | Alois Fink                         | 1870                 | 1879                 |                      | Krämer aus St. Georgen            |                      |
| 3.                                                                        | Franz Rausch                       | 1879                 | 1882                 |                      | Bauer aus Wetzersdorf             |                      |
| 4.                                                                        | Alois Fink                         | 1882                 | 1885                 |                      | Krämer aus St. Georgen            |                      |
| 5.                                                                        | Karl Kern                          | 1885                 | 1891                 |                      | Bauer aus Wetzersdorf             |                      |
| 6.                                                                        | Josef Kletschka                    | 1891                 | 1912                 |                      | Hafner aus Mühlgang               |                      |
| 7.                                                                        | Franz Fink                         | 1912                 | 1919                 |                      | Bauer aus St. Georgen             |                      |
| Erste Republik                                                            |                                    |                      |                      |                      |                                   |                      |
| 8.                                                                        | Anton Herzog                       | 1919                 | 1936                 | LB                   | Bauer                             |                      |
| Ständestaat                                                               |                                    |                      |                      |                      |                                   |                      |
| 9.                                                                        | Karl Kern                          | 1936                 | 1938                 |                      | Bauer aus Hart                    |                      |
| Deutsches Reich                                                           |                                    |                      |                      |                      |                                   |                      |
| 1938: Die KG Völtendorf wurde in St. Pölten eingemeindet                  |                                    |                      |                      |                      |                                   |                      |
| 10.                                                                       | Friedrich Resch                    | 1938                 | 1945                 | NSDAP                | Korbwarenerzeuger aus St. Georgen |                      |
| Zweite Republik                                                           |                                    |                      |                      |                      |                                   |                      |
| 11.                                                                       | Johann Grabetz                     | 1945                 | 1946                 |                      | Sekretär aus St. Georgen          |                      |
| 12.                                                                       | Johann Trappl                      | 1946                 | 1965                 | SPÖ                  | Eisenbahner                       |                      |
| 13.                                                                       | Hilde Hahn (1923 – 9. Jänner 2001) | 1965                 | 1972                 | SPÖ                  | Gemeindesekretärin                |                      |
| 1. Jänner 1972: Die Gemeinde St. Georgen wurde in St. Pölten eingemeindet |                                    |                      |                      |                      |                                   |                      |

### Stattersdorf und Wagram

Stattersdorf heute

Wagram heute

Die Gemeinde Stattersdorf bildete mit dem heutigen Wagram eine Gemeinde und bestand 1850 aus Stattersdorf, Ober- und Unterwagram.
| Nr.                                                              | Name                                                     | von                  | bis                  | Partei               | Anmerkungen                      | Bild                 |
| Kaisertum Österreich                                             | Kaisertum Österreich                                     | Kaisertum Österreich | Kaisertum Österreich | Kaisertum Österreich | Kaisertum Österreich             | Kaisertum Österreich |
| ---------------------------------------------------------------- | -------------------------------------------------------- | -------------------- | -------------------- | -------------------- | -------------------------------- | -------------------- |
| 1.                                                               | Josef Ostermayer                                         | 1850                 | 1861                 |                      | Bindermeister aus Stattersdorf   |                      |
| 2.                                                               | Josef Paminger                                           | 1861                 | 1876                 |                      | Bürger aus Wagram                |                      |
| 3.                                                               | Johann Hinterhofer                                       | 1876                 | 1885                 |                      | Bürger aus Stattersdorf          |                      |
| 4.                                                               | Josef Deix                                               | 1885                 | 1899                 |                      | Müllermeister aus Wagram         |                      |
| 5.                                                               | Eduard Manderla                                          | 1899                 | 1905                 |                      | Bürger aus Wagram                |                      |
| 6.                                                               | Carl Salzer                                              | 1905                 | 1909                 |                      | Papierfabrikant aus Stattersdorf |                      |
| 7.                                                               | Johann Schmutz                                           | 1909                 | 1918                 |                      | Bäckermeister aus Stattersdorf   |                      |
| Erste Republik                                                   |                                                          |                      |                      |                      |                                  |                      |
| 8.                                                               | Josef Zwetzbacher (17. Oktober 1874 – 25. Dezember 1942) | 1918                 | 1919                 | CS                   | Mühlenbesitzer aus Wagram        |                      |
| 9.                                                               | Leopold Franzl                                           | 1919                 | 1923                 |                      | Beamter aus Wagram               |                      |
| 1923: Wagram wurde in St. Pölten eingemeindet                    |                                                          |                      |                      |                      |                                  |                      |
| 10.                                                              | Thomas Buchner                                           | 1923                 | 1927                 |                      | Buchhalter aus Stattersdorf      |                      |
| 11.                                                              | Josef Wohlfahrter                                        | 1927                 | 1934                 |                      | Lehrer aus Stattersdorf          |                      |
| Ständestaat                                                      |                                                          |                      |                      |                      |                                  |                      |
| 12.                                                              | Josef Schuter                                            | 1934                 | 1938                 |                      | Eisenbahner aus Stattersdorf     |                      |
| Deutsches Reich                                                  |                                                          |                      |                      |                      |                                  |                      |
| 13.                                                              | Johann Hörhann                                           | 1938                 | 1939                 | NSDAP                | Elektriker aus Stattersdorf      |                      |
| 1939: Die Gemeinde Stattersdorf wurde in St. Pölten eingemeindet |                                                          |                      |                      |                      |                                  |                      |

### Viehofen
Die Gemeinde Viehofen bestand 1848 aus den gleichen Katastralgemeinden wie der heutige Stadtteil.
| Nr.                                                          | Name                                                   | von                  | bis                  | Partei               | Anmerkungen                               | Bild                 |
| Kaisertum Österreich                                         | Kaisertum Österreich                                   | Kaisertum Österreich | Kaisertum Österreich | Kaisertum Österreich | Kaisertum Österreich                      | Kaisertum Österreich |
| ------------------------------------------------------------ | ------------------------------------------------------ | -------------------- | -------------------- | -------------------- | ----------------------------------------- | -------------------- |
| 1.                                                           | Gustav Lettner                                         | 1848                 | 1855                 |                      | aus Viehofen                              |                      |
| 2.                                                           | Anton Gruber                                           | 1855                 | 1867                 |                      | aus Ragelsdorf                            |                      |
| 3.                                                           | Ignaz Mrasek                                           | 1867                 | 1870                 |                      | aus Viehofen                              |                      |
| 4.                                                           | Josef Prisching                                        | 1870                 | 1873                 |                      | aus Weitern                               |                      |
| 5.                                                           | Michael Gleiß                                          | 1873                 | 1879                 |                      | aus Weitern                               |                      |
| 6.                                                           | Anton Baumgartner (30. Dezember 1844 – 27. April 1922) | 1879                 | 1919                 |                      | Mühlen- und Sägewerkbesitzer aus Viehofen |                      |
| Erste Republik                                               |                                                        |                      |                      |                      |                                           |                      |
| 7.                                                           | Josef Greiner                                          | 1919                 | 1922                 |                      | aus Viehofen                              |                      |
| 1922: Die Gemeinde Viehofen wurde in St. Pölten eingemeindet |                                                        |                      |                      |                      |                                           |                      |

Viehofen heute

Ragelsdorf bestand 1923–1969 als Gemeinde.